# 前川恵
前川 恵（まえかわ めぐみ、1975年8月16日 - ）は、東京都出身の元国会議員、食団体代表。インターネット被害対策団体代表。自由民主党に所属し、衆議院議員（1期）を務めた。

## 来歴
1975年、東京都に生まれる。慶應義塾大学文学部英米文学専攻卒業後、10代を過ごしたカリフォルニアでの経験から1999年、若い女性に向けたMEGクッキング＆フラワーアレンジメント教室を開講。女性誌の料理ページをはじめ、ビジネスマンの体調管理やアスリートに向けたメニュー等、新聞の連載や情報番組等も担当。
健康や食生活、食の問題に取り組み、2010年食の未来を創る会、2012年一般社団法人食文化振興協会、2013年一般社団法人日本フードバンク協会を設立し、食の安全や食品ロス削減について活動。
2014年第47回衆議院議員総選挙に自由民主党公認で比例東京ブロック単独の名簿に掲載され、初当選。農林水産関連、女性局やネットメディア局等、主に食育やインターネットの課題に取り組む。
2017年第48回衆議院議員総選挙に自由民主党公認で比例東京ブロック単独
、2021年第49回衆議院議員総選挙に自由民主党公認で比例東北ブロック単独に自由民主党推薦で名簿に掲載されるが、議席に届かなかった。選挙への推薦理由の一つであったインターネットの取り組みでは、2017年「ネット被害を考える協議会」、2020年「真実の投稿所」を開設し、インターネットの被害対策を中心に力を注いでいる。
新型コロナウイルスの感染拡大により、生活に影響が出ている人々にフードバンク活動を行う。女性が個性と能力を十分に発揮できる社会の実現を目指し、ニーズに応じた就業環境作りを推進している。